# Dahomejské království
Dahomejské království bylo království v Západní Africe, které leželo v přímořské části dnešního Beninu. Existovalo přibližně v letech 1600 až 1904, kdy bylo dobyto Francouzi. Dahomejské království se rozvinulo z fónského kmene žijícího na náhorní plošině Abomey, který postupně včleňoval okolní kmeny. Regionální mocností se Dahomejské království stalo v 18. století. V době, kdy expandovalo na jih a dobylo přístavní město Ouidah. Dobytím přístavu získali Dahomejci přístup k mezinárodnímu obchodu (resp. k tzv. Trojúhelníkovému obchodu).
V první polovině 19. století se Dahomejci vymanili z područí říše Oyo a tím potvrdili svůj status regionální mocnosti. Základy ekonomiky království byly expanze a otroctví, ale také čilý obchod s Evropany (včetně obchodu s otroky). Ve své době šlo z evropského pohledu o jedno z nejnavštěvovanějších míst v Africe. Jedním ze znaků království byla ženská vojenská jednotka ahosi, Evropany nazývaná jako „dahomejské Amazonky“. V náboženství Dahomejci vyznávali vodun (tradice, z níž vzešlo známější vúdú).
Význam Dahomejského království rostl ruku v ruce s významem obchodu s otroky. Dahomejci často pořádali vojenské výpravy do okolních území, aby mohli zajatce prodat Evropanům. Za otroky nakupovali od Evropanů zbraně, střelný prach, tabák nebo alkohol. Neprodané zajatce Dahomejci zotročili pro práci na vlastních plantážích nebo je využili k lidským obětem.
V polovině 19. století začalo království upadat, a to zejména z důvodu tlaku Britů na zrušení obchodu s otroky. Situace vedla i k blokádě moře kolem Dahomejského království Britským královským námořnictvem. V téže době bylo království oslabeno i útoky městského státu Abeokuta, které založili migrující Jorubové z říše Oyo. Ke konci 19. století si území Dahomejského království začali nárokovat Francouzi, což vedlo v letech 1890 a 1892–1894 ke dvěma válkám, které obě Dahomejci prohráli. Druhá vedla k vytvoření francouzského protektorátu a včlenění do Francouzské Západní Afriky. V roce 1958 získali Dahomejci opět nezávislost poté, co vznikla Dahomejská republika (Dahome), ze které vzešel v roce 1975 Benin.

## Symbolika

vlajka:
1818–1858 (král Gezo)
zhruba 1890–1894 (král Béhanzin)

## Historie
Království založili Fonové kolem roku 1600. Za krále zakladatele bývá považován Houegbadja (c. 1645–1685), který nechal postavit královské paláce v Abomey a dobyl okolí plošiny Abomey. prvním králem ovšem byl Gangnihessou vládnoucí v letech 1600 až 1620. Pátý král Agaja v letech 1708 až 1740 připojil ke království rozsáhlá území na jihu, kdy dobyl i přístavní město Ouidah, které království zajistilo přístup k mezinárodnímu obchodu. Růst moci kolidoval se zájmy další regionální velmocí říší Oyo, která s Dahomejci vedla několik válek, jejichž výsledkem bylo vazalské postavení Dahomejského království.

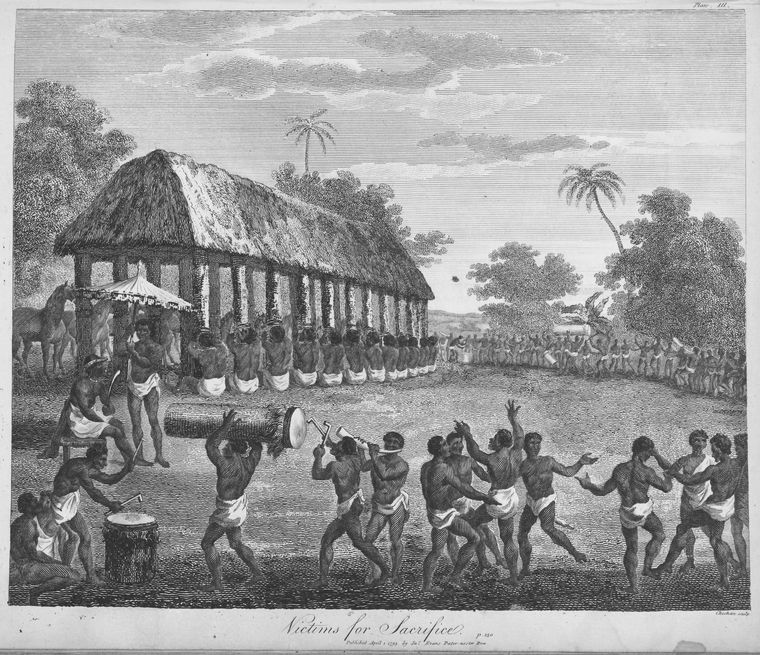
Obětování lidí, 1793

V roce 1740 se moci chopil Tegbessou, jeden ze synů krále Agaja. Tegbessou upevnil moc na dosud dobytých území a výrazně rozvinul obchod s otroky. Rovněž zavedl funkci kpojito, královny matky. Ta coby kněžka vodun a poradkyně krále měla významný vliv na dění v království. Nejznámější kpojito byla Hwanjile, tkerou do funkce jmenoval král Tegbessou.

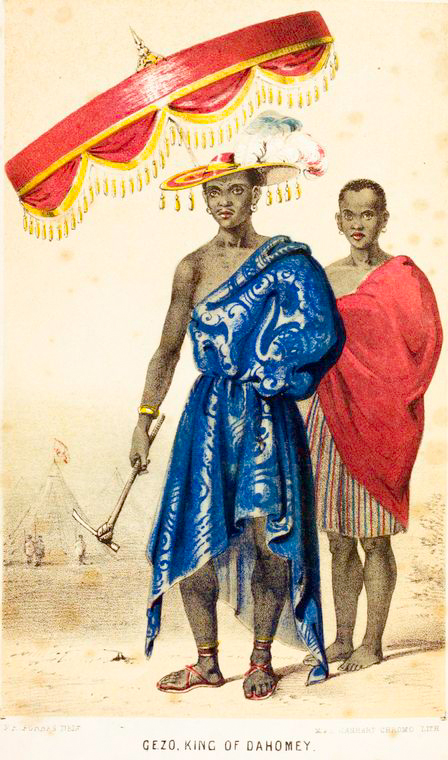
Dahomejský král Gezo

Dalším významným králem byl Gezo, který se k vládě dostal v roce 1818. V době, kdy Dahomejské království čelilo politickému i hospodářskému úpadku. Překážku rozvoji znamenalo vazalství vůči říši Oyo, které také dominovalo v obchodu s otroky. Král Gezo zavedl nové pravidlo, že Dahomejci nesmí být prodáváni do otroctví, přičemž chtěl svou ekonomiku posílit soustředěním se na vývoz palmového oleje. V roce 1827 se Gezovi podařilo porazit říši Oyo a získat tím nezávislost. Od r. 1840 se ovšem musel potýkat s tlakem Britů, kteří usilovali o ukončení obchodu s otroky. Dahomejské království ovšem s okamžitým ukončením obchodu s otroky nesouhlasilo, což vysvětlovali tím, že se celý region stal závislým na obchodu s otroky a jeho překotné ukončení by vedlo k destabilizaci politického řádu. Právě za vlády krále Geza byla Evropany popisována vojenská jednotka složená výhradně z žen – Ahosi.

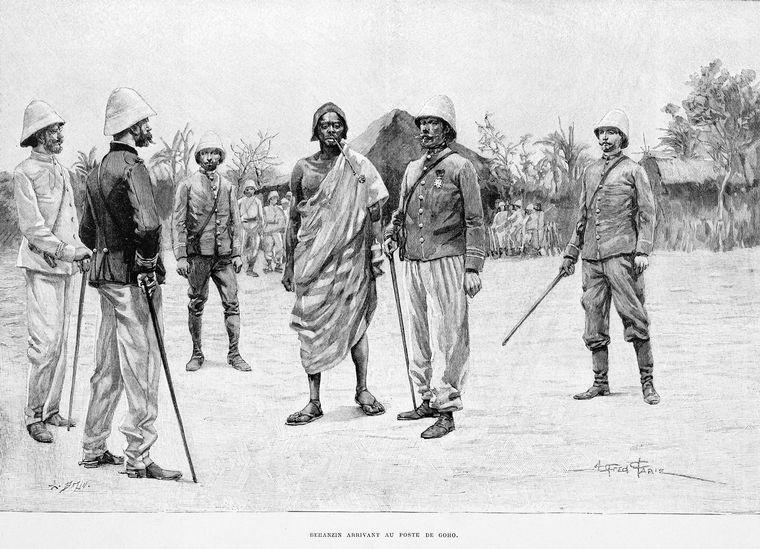
Poslední král Béhanzin, 1894

Ke konci 19. století si území Dahomejského království začali nárokovat Francouzi, což vedlo v letech 1890 a 1892–1894 ke dvěma válkám, které obě Dahomejci prohráli. Druhá vedla k vytvoření francouzského protektorátu a včlenění do Francouzské Západní Afriky. V roce 1958 získali Dahomejci opět nezávislost poté, co vznikla Dahomejská republika (Dahome), ze které vzešel v roce 1975 Benin.